# Filziger Milchling
Der Filzige Milchling oder Bruchmilchling (Lactarius helvus) ist eine schwach giftige Pilzart aus der Familie der Täublingsverwandten (Russulaceae). Aufgrund des würzigen Geruchs nach Liebstöckel (Levisticum officinale), der sich beim Trocknen der Fruchtkörper noch verstärkt, wird er auch als Maggipilz oder  Liebstöckel-Milchling bezeichnet. Der Milchling ist in feuchten bis moorigen Nadelwäldern sehr häufig. Die Fruchtkörper erscheinen zwischen Juli und Oktober.

## Merkmale

### Makroskopische Merkmale

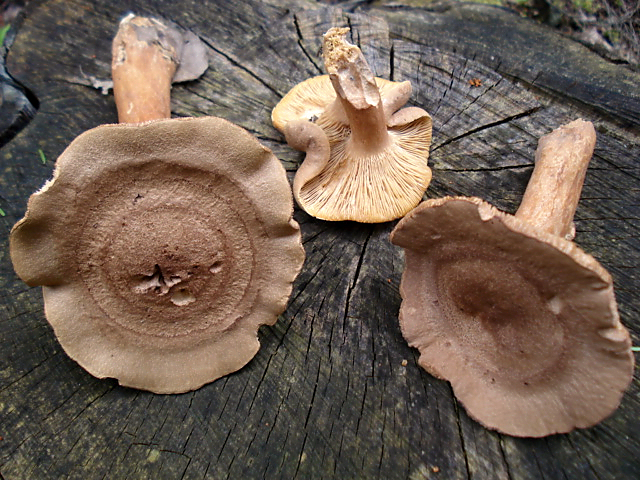
Eine Kollektion Fruchtkörper des Filzigen Milchlings (Lactarius helvus)

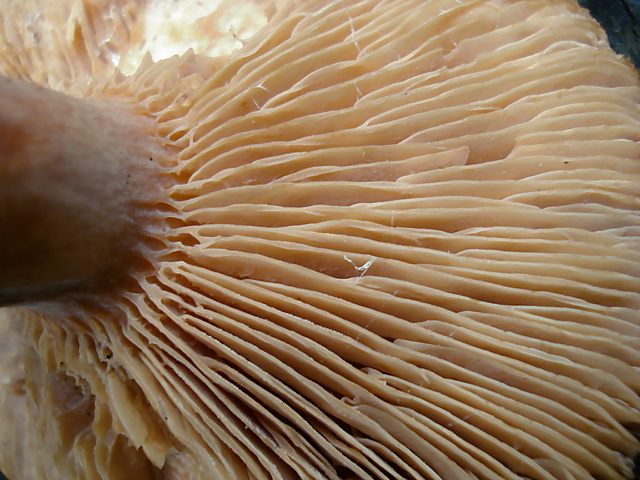
Die Lamellen an der Hutunterseite sind in Stielnähe oft gegabelt.

Der Hut des Filzigen Milchlings erreicht einen Durchmesser von 4 bis 15 cm. Er hat eine fleischbräunliche bis orangebräunliche Färbung und ist zuerst flach gewölbt, später niedergedrückt mit einem Buckel. Die Oberfläche des Hutes ist feinfilzig. Der Stiel wird bis zu 10 cm lang und bis zu 4 cm dick. Er ist für gewöhnlich heller als der Hut und anders als der Hut glatt. Die Lamellen sind breit angewachsen. Sie sind anfangs cremefarben mit einem rosa Mischton, werden aber im Laufe des Wachstums dunkler. Das Fleisch ist weiß und fest, bricht aber sehr leicht (Name: Bruchmilchling!). Bei der Verletzung junger Fruchtkörper tritt nur spärlich wasserklarer Milchsaft aus, ältere Exemplare milchen gar nicht. Mit zunehmendem Alter entwickeln die Fruchtkörper einen intensiven Geruch nach Liebstöckel. Der Geruch wurde auch mit Bockshornklee oder Sellerie ähnelnd beschrieben.

### Mikroskopische Merkmale
Die Sporen sind elliptisch bis breit elliptisch und durchschnittlich 7,0–7,5 µm lang und 5,4–5,8 µm breit. Der Q-Wert (Quotient aus Sporenlänge und -breite ist 1,2 bis 1,4. Das  Sporenornament ist zwischen 0,5 und 1 (1,5) µm hoch und besteht aus wenigen, einzelnen Warzen sowie aus kurzen, gratigen Rippen, die zu einem mehr oder weniger vollständigen, unregelmäßigen Netz mit ziemlich kleinen Maschen verbunden sind. Der Hilarfleck ist inamyloid. Die Basidien sind zylindrisch, bauchig oder leicht keulig und tragen je vier Sterigmen. Sie sind 30–50 µm lang und 7,5–11 µm breit.
Die zylindrischen bis spindelförmigen, 40–70 µm langen und 7–12 µm breiten Pleuromakrozystiden haben eine stumpfe Spitze und sind ziemlich zahlreich. Bei älteren Exemplaren sind sie häufig teilweise zusammengedrückt. Die Lamellenschneiden sind heterogen, tagen also neben den Basidien auch wenige bis zahlreiche Cheilomakrozystiden. Die Cheilomakrozystiden sind vielgestaltig, sie können zylindrisch bis leicht keulig sein und sind häufig ein- bis fünffach septiert. Das ist ein Merkmal, das unter den europäischen Milchlingen einzigartig ist. Manchmal sind die 20–75 µm langen und 7–9 µm breiten Cheilomakrozystiden an den Septen zusammengezogen und mitunter ist die Zellwand leicht verdickt.
Die Huthaut (Pileipellis) ist nur wenig differenziert und steht morphologisch zwischen einem Trichoderm und einer Cutis. Sie besteht aus teilweise parallel liegenden, mehrheitlich aber unregelmäßig verflochtenen 4–12 µm breiten Hyphen, dazwischen verlaufen einzelne Lactiferen.

## Artabgrenzung
Der Bruchmilchling ist an seinem maggiartigen Geruch und der wasserklaren Milch leicht zu erkennen. Allein schon die Hutfarbe, die Größe und die trockene, fein filzige Huthaut sind als Merkmale für eine sichere Bestimmung ausreichend. Er kann allenfalls mit dem ähnlich aromatisch riechenden, aber ungiftigen Kampfer-Milchling (Lactarius camphoratus) verwechselt werden. Dieser ist aber deutlich kleiner und dunkler gefärbt. Auch entwickelt sich der Maggigeruch bei ihm erst beim Trocknen.

## Ökologie
Man findet den Milchling in Fichten-Tannen- und Fichtenwäldern, in Fichtenforsten, sowie in Fichten-, Kiefern- und Birken-Moorwäldern und in Mooren und Torfstichen. Bisweilen kann man ihn auch unter seinen Wirtsbäumen in sauren Buchenwäldern finden.
Der Bruchmilchling mag wechseltrockene bis nasse, flach- bis tiefgründige, saure Böden, die ausgesprochen basen- und nährstoffarm sein müssen. Nicht selten kommt er auf podsolierten Braun- und Parabraunerden, Podsolen, Gley-. Pseudogley- und Torfböden vor. Über Kalk oder basischem Ausgangsgestein wächst er nur, wenn dieses von einer dicken Nadelstreu-, Rohhumus- oder Moderschicht überdeckt ist oder in nassen, von dichten Torfmoosschichten bedeckte Senken. Die Fruchtkörper erscheinen zwischen Juli bis Ende Oktober, häufig inmitten von Torfmoos. Seine Hauptwachstumszeit ist der Spätsommer. Der Bruchmilchling ist vom Flachland bis ins Bergland verbreitet.

## Verbreitung

Verbreitung des Bruchmilchlings in Europa. Grün eingefärbt sind Länder, in denen der Milchling nachgewiesen wurde. Grau dargestellt sind Länder ohne Quellen oder Länder, die außerhalb Europas liegen.

Der Filzige Milchling wurde in Nordasien (Sibirien, Japan, Korea), Nordamerika (USA, Kanada) und in Europa nachgewiesen. Es ist eine temperate bis boreale Art. In Südeuropa kommt der Milchling wohl nur in den Gebirgen vor. In Westeuropa ist er von Frankreich, über die Beneluxstaaten bis nach Großbritannien und Irland zerstreut verbreitet. In Irland ist er selten und in Schottland recht häufig. Der Pilz kommt in ganz Mitteleuropa vor und ist hier weit verbreitet. Im Osten und Nordosten kommt der Pilz bis Russland und im Norden in ganz Fennoskandinavien vor. In Ost- und Nordeuropa ist der Pilz sehr häufig, fehlt aber im hohen Norden.
In Deutschland kann der Bruchmilchling von der dänischen Grenze und den Nord- und Ostseeinseln bis in die bayerischen Alpen hinein gefunden werden. In den Alpen findet man ihn bis zur Baumgrenze. Doch insgesamt ist die Art nur mäßig verbreitet, wobei es Gebiete gibt, in denen der Milchling recht häufig ist, während er in allen Kalkgebieten weithin fehlt. Auch in der Schweiz ist die Milchling verbreitet, aber nicht häufig.

## Systematik
Der Bruchmilchling wird in die Untersektion Coloratini gestellt, die ihrerseits in der Sektion Colorati steht.  Die Vertreter der Untersektion haben trockene, mehr oder weniger schuppige bis filzige Hüte. Die Milch ist weiß oder wässrig und an der Luft unveränderlich. Die Sporen sind mehr oder weniger netzig ornamentiert. Nahe verwandte Arten des Bruchmilchlings sind der Blasse Kokosflocken-Milchling (L. glyciosmus), Dunkle Kokosflocken-Milchling (L. mammosus) oder Lila Milchling (L. lilacinus).

### Unterarten und Varietäten
- Lactarius var. albidus  Bon & Hausknecht

Junge Fruchtkörper der Varietät albidus haben ganz weiße, später weißlich oder hell cremeweiß gefärbte Hüte. Sie sind durchschnittlich etwas kleiner. Junge Exemplare haben gerade angewachsene, nicht herablaufende Lamellen. In der Huthaut (Epikutis) findet man etwas schlankere Hyphen, außerdem sind die Hyphen-Endglieder leicht gelifiziert.

## Bedeutung

### Toxizität
Der Filzige Milchling wird aufgrund seines intensiven Geruchs und Geschmacks getrocknet und pulverisiert in geringen Mengen als Gewürzpilz verwendet, wobei das Aroma nur noch aus einer muffigen Komponente besteht. Besser wäre  hierfür den Kampfer-Milchling zu verwenden, dieser behält sein Aroma auch nach dem Erhitzen. Der typische Geruch nach Curry oder Liebstöckel („Maggiaroma“) basiert auf dem in den Fruchtkörpern enthaltenen Aromastoff Sotolon.
Sowohl roh als auch zubereitet  ist der Pilz leicht giftig. Als Giftstoff wird ein Sesquiterpen vermutet, konnte aber noch nicht genau identifiziert werden. Das Toxin löst Brechreiz und Durchfall, begleitet von Schwindel und Frösteln aus. Die Symptome können schon 15 Minuten nach dem Genuss der Fruchtkörper auftreten. Im Oktober 1949 kam es zu einer Massenvergiftung in Leipzig, insgesamt 418 Menschen waren hierbei betroffen.